# Висконти-Веноста, Эмилио
Маркиз Эмилио Висконти-Веноста (итал. Emilio Visconti-Venosta; 22 января 1829, Милан — 24 ноября 1914, Рим) — итальянский государственный деятель, дипломат, генеральный секретарь министерства иностранных дел Королевства Италия (с 1862). Министр иностранных дел Италии (1863—1864, 1866—1867, 1869—1876, 1896—1898 и 1899—1901).

## Биография
Изучал право в университете Павии. В начале своей карьеры был журналистом.
Ученик Джузеппе Мадзини. Участник национально-освободительного движения в Ломбардии в 1847—1848 гг. Деятельный сторонник объединения Италии, принимал участие почти во всех антиавстрийских заговорах. Преследуемый австрийской полицией, был вынужден в 1859 году уехать в Турин .
Обратил на себя внимание журнальными статьями К. Бенсо ди Кавура, который в 1859 году назначил его королевским комиссаром при Гарибальди. С 1859 г. на дипломатической службе.
В 1860 году избран депутатом. Вместе с Луиджи Карло Фарини побывал с дипломатическими миссиями в Модене и Неаполе. Исполнял дипломатические поручения в Париже и Лондоне для ознакомления правительств этих стран с ходом событий в Италии.
Затем, в Парме и Неаполе он работал над вопросом объединения Италии.
В 1863—1864, 1866—1867, 1869—1876, 1896—1898 и 1899—1901 годах был министром иностранных дел Королевства Италия.
Использовал благоприятную обстановку, создавшуюся в результате австро-прусско-итальянской войны 1866 года и франко-прусской войны 1870—1871 годов, в интересах объединения Италии под властью Савойской династии.
При нём подписана сентябрьская конвенция, в результате которой была присоединена Венеция, заключён мирный договор с Австрией и Францией, а Рим стал столицей королевства. В 1873 г. сопутствовал королю Умберто I в его поездке в Берлин и Вену, где был заключён Тройственный союз.
Вступив в брак с дочерью маркиза Альфьери ди Состеньо, племянницей Кавура, он получил титул маркиза.
В 1876 году Э. Висконти-Веноста жил в Милане, с 1884 г. был президентом местной Академии художеств и изредка помещая в журналах статьи об изящных искусствах.
В 1886 году стал сенатором. Консерватор в вопросах внутренней политики.
Несмотря на Тройственный союз, в который входила Италия, проводил политику сговора с Францией. В 1900 г. заключил с Францией договор, признававший итальянские «права» на Триполи в обмен на согласие Италии на захват Францией Марокко. Его деятельность способствовала сближению Италии с Антантой.
В 1906 году представлял Италию на Альхесирасской конференции по решению Танжерского кризиса.

## Награды
- Орден Красного орла большой крест (12 декабря 1866)[4]
- Орден Чёрного орла (6 октября 1873)[5]